# Château de la Combe-d'en-Haut
Le château de la Combe-d'en-Haut est situé à Pleucadeuc en France.

## Localisation
Le château est situé sur le territoire de la commune de Pleucadeuc, au lieu-dit la Combe d'en haut, dans le département du Morbihan en région Bretagne.

## Description
Château de style néo-classique reconstruit au XIXe siècle.

## Historique
Siège d'une seigneurie mentionnée depuis le XVe siècle, le château est reconstruit  au XIXe siècle.
Il est inscrit à l'inventaire général du patrimoine culturel.